# Cummingtonit
Cummingtonit (kummingtonit) – minerał z gromady krzemianów, zaliczany do grupy amfiboli. Jest minerałem rzadkim.
Występuje w okolicach miejscowości Cummington w stanie Massachusetts (skąd wziął nazwę). Odkryty został w 1824 roku.

## Charakterystyka

### Właściwości
Zazwyczaj tworzy kryształy o pokroju pręcikowym, igiełkowym, włoskowym. Występuje w skupieniach ziarnistych, pręcikowych, igiełkowych, włóknistych. Jest przeświecający. Często zawiera domieszki manganu i wapnia. Tworzy kryształy mieszane z grunerytem.

### Występowanie
Jest składnikiem skał przeobrażonych i magmowych, powstaje w strefie kontaktowej. Współwystępuje z takimi minerałami jak: hornblenda, antofyllit, granat, magnetyt. 
Miejsca występowania:
- Na świecie: USA – Massachusetts, Dakota Pd, Kanada, Japonia, Ukraina, Niemcy, Szwecja.

- W Polsce: występuje w hornfelsach w okolicach Wojcieszyc koło Jeleniej Góry i na Pogórzu Izerskim.

### Zastosowanie
- ma znaczenie naukowe
- dla kolekcjonerów